# Pan and scan
Pan and scan és un mètode cinematogràfic que es basa a ajustar una imatge de pantalla panoràmica, per poder ser mostrada amb les proporcions de la SDTV 4:3 de la relació d'aspecte del format televisiu. Per aconseguir-ho, es retallen parts de la imatge (tant a l'esquerra com a la dreta) intentant deixar visible els aspectes que es consideren més importants del fotograma. Aquest va ser el mètode més comú durant l'època del VHS, abans de la pantalla ampla com el DVD o el Blu-ray.

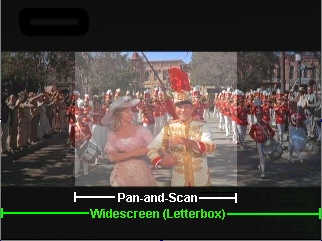
Exemple del mètode Pan and scan en el fotograma d'una cinta que també emprava la tècnica letterboxing.

Alguns directors van estar en contra d'utilitzar aquest mètode d'ajustament del format perquè es perdia un 45% de la imatge real de la pel·lícula de 2.35:1 i un 35% de la de 2.55:1, canviant la visió original (i artística) del director. Els tres exemples més notables a la història del cinema van ser les pel·lícules èpiques Ben-Hur, Rei de reis i Lawrence d'Aràbia, que van perdre el 75% de la seva imatge original respecte la primera projecció al cinema.
També va existir un altre mètode anomenat "center cut", molt similar al pan and scan, amb la diferència que en ell només es realitzava un tall directe del centre del fotograma sense cap mena de reajustament per tal d'intentar mostrar el més important de la imatge. Aquest procediment, molt emprat a Europa, no requeria el permís o la disponibilitat del fabricant de la pel·lícula, o del mateix director per identificar la part més important de cada fotograma, i això ho feia tot molt més còmode per a la distribuïdora.
Cal esmentar que la majoria de pantalles de televisió tenen tres opcions per l'enquadrament de fotogrames de 16:9 widescreen, els quals són: l'anomenat center cut, el letterbox o el full frame.

## Antecedents i història

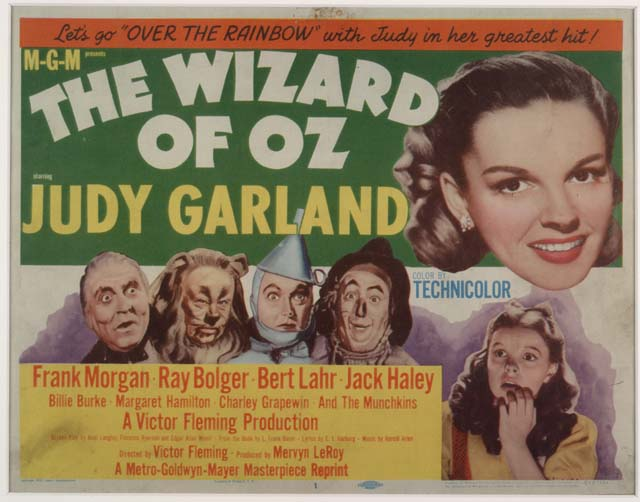
Cartell de la cinta El màgic d'Oz

Durant les primeres dècades de difusió televisiva, es va establir la visualització de fotogrames amb una relació d'aspecte 4:3, en què l'amplada era d'1,33 vegades l'alçada; similar a la majoria de les pel·lícules cinematogràfiques anteriors a la dècada dels 60. Això estava bé per a les pel·lícules anteriors a l'any 1953 com El màgic d'Oz o Casablanca, però per a les cintes posteriors podia comportar moltes dificultats tècniques.
Mentrestant, per competir amb la televisió i atraure el públic lluny del seu conjunt, els productors de pel·lícules van començar a utilitzar formats "widescreen" com CinemaScope i Todd-AO a mitjans de la dècada de 1950, que permetien tenir visions més panoràmiques a les actuals. Les pel·lícules amb aquests formats podien ser dues vegades més amples que una pantalla de TV. Per presentar una pel·lícula de pantalla ampla en una televisió d'aquest tipus, calia portar a terme una de les següents dues tècniques: l'anomenada letterboxing, que es caracteritzava per conservar la proporció d'aspecte original del film, però sense ser tan alta com una pantalla estàndard de televisió (ja que deixava unes barres negres a la part superior i inferior de la pantalla); i l'altra tècnica anomenada pan and scan, que omplia l'alçada completa de la pantalla, però retallant-la horitzontalment. La tècnica pan and scan retallava fins a la meitat de la imatge del fotograma.
A la dècada de 1990 (abans del Blu-ray Disc o l'HDTV), quan els anomenats televisors "Setze-By-Nine" o "Widescreen" oferien una relació d'aspecte més gran de 16:9 (1,78 vegades l'alçada; en lloc d'1,33), permetien que les pel·lícules fossin de 1.66:1 i 1.85:1 per tal d'omplir la majoria o la totalitat de la pantalla, amb petits retalls de fotograma o insercions de letterboxing. Va ser així com les caixes DVD van començar a utilitzar l'expressió, "16:9 - Millorada per a televisors panoràmics".
Tanmateix, les pel·lícules filmades en proporcions d'aspecte 2.20:1, 2.35:1, 2.39:1, 2.55:1, i especialment en 2.76:1 (Ben-Hur, per exemple) eren problemàtiques quan es mostraven en televisions de l'època. Però quan el DVD va passar a estar "millorat anamòrficament per a la pantalla ampla", o la pel·lícula era transmesa en un canal d'alta definició que es veia en un televisor de pantalla ampla, els espais negres eren més petits i l'efecte encara era més semblant al de veure una pel·lícula en una pantalla panoràmica. Encara que el format 16:9 (i ocasionalment el 16:10, principalment per a ordinadors i tauletes) va esdevenir model estàndard a partir de 2012, les televisions de pantalla ampla de 21:9 van ser llançades al mercat per diverses marques.

## Tècniques
Durant el procediment de la tècnica pan and scan, l'editor havia de seleccionar les parts de la composició de la pel·lícula original que semblaven ser el focus principal del fotograma, i s'havia d'assegurar que es copiaven correctament. Quan l'acció important es desplaçava cap a una nova posició del marc, l'operador movia l'escàner per seguir-lo, creant l'efecte pan del qual sorgeix el mateix nom de la tècnica. Així doncs, si en una escena l'enfocament no es desplaçava gradualment des d'una posició horitzontal a una altra, com per exemple una escena en què els actors estiguessin col·locats en els dos extrems del fotograma i intervinguessin en una conversa ràpida entre ells, l'editor podia optar per "tallar" el fotograma d'una banda a l'altra, en lloc de fer un moviment ràpid amb l'escaneig. Si els actors estaven més a prop d'una banda de la pantalla que de l'altra, l'editor també podia estendre's, tallant un costat lleugerament més que l'altre. Aquest mètode permetia la resolució màxima de la imatge, ja que utilitzava totes les línies verticals d'escaneig disponibles del vídeo, que eren especialment importants pels televisors NTSC, tenint un nombre de línies força baix. També oferia una imatge que ocupava la pantalla completa dels televisors més tradicionals; de manera que les versions pan and scan de les pel·lícules VHS o DVD sovint es coneixien com a versions de fullscreen (tot i que en realitat no ho eren).
No obstant això, aquesta tècnica també comportava diversos inconvenients. En primer lloc, certa informació visual de la cinta era tallada. En segon lloc, també podia canviar la forma amb què el director havia dissenyat el moviment del pla, ja que en una escena en què la càmera estigués completament estàtica podia passar a moure's d'una banda a l'altra, o es convertia en un seguit de fotogrames tallats un rere l'altre.
Un altre inconvenient possible del pan and scan podia ser el temps d'aparicions dels personatges, ja que aquest es podia veure afectat si, per exemple, en una escena la càmera es movia per mostrar alguna cosa nova; o si la càmera es movia del plànol original per deixar entendre que s'estava produint alguna cosa "fora de càmera". Un exemple molt representatiu d'aquest fet és una escena de la pel·lícula Oliver!, realitzada en Panavision, en què el criminal Bill Sikes cometia un assassinat. L'assassinat es produïa majoritàriament fora de pantalla, darrere d'una paret, i l'Oliver, el protagonista, era testimoni de tot el que succeïa. A mesura que Sikes es dirigia a darrere de la paret, es veia com l'Oliver observava tota l'escena esgarrifat des de la part posterior de l'habitació. A la versió pan and scan de la pel·lícula, només es veia la reacció de l'Oliver a mesura que es cometia l'assassinat, deixant tallada tota l'escena en què Sikes retrocedia de la paret per cometre l'assassinat. Sovint, a l'hora de realitzar el pan and scan, els personatges semblaven que parlessin fora de pantalla, quan el que realment havia passat era que l'editor havia tret la seva imatge fora de la pantalla.

### Shoot and protect(enregistra i protegeix)
A mesura que les projeccions televisives de llargmetratges es van fer més habituals i importants, els cinematògrafs van començar a treballar per enregistrar les escenes de manera que la informació més vital restés dins de la "zona de seguretat de la TV" del marc. Per exemple, la BBC va suggerir als creadors de programes que estaven gravant en 16:9 que emmarquessin els seus plànols en una relació d'aspecte de 14:9, que s'emetia en serveis analògics amb petites barres negres a la part superior i inferior de la imatge, de forma que els propietaris de pantalles panoràmiques de TV veiessin la imatge completa de 16:9 (aquest mètode va ser conegut com a shoot and protect).

### Reframing
Una alternativa moderna al pan and scan és ajustar directament el material original. Aquest fet és força estrany: els únics usos que se li han donat han estat dirigits a material generat per ordinador, com el produït per Pixar i videojocs com BioShock. Els encarregats d'ajustar el material a la pantalla fullscreen han anomenat aquesta tècnica com reframing: algunes imatges són adaptades de la mateixa forma que en el pan and scan, mentre que altres es transfereixen de forma oberta (és a dir, que s'uneix una imatge widescreen amb una imatge afegida a la part de sobre i la part de sota). Un altre mètode consisteix a mantenir l'angle de la càmera igual d'estret que l'angle del pan and scan, i anar canviant la ubicació dels objectes, els personatges o de la mateixa càmera, de manera que els subjectes que apareguin en el fotograma s'adaptin al marc visible. L'aparició de DVD i el seu ús de la presentació anamòrfica, juntament amb la creixent popularitat de les televisions panoràmiques i els monitors d'ordinador, han fet que la tècnica de pan and scan sigui cada cop menys important. De fet, les versions originals en fullscreen de diferents pel·lícules en widescreen encara estan disponibles als Estats Units.

### Open matte
Els creadors de pel·lícules també poden crear una imatge original que inclogui informació visual per sobre i per sota de la imatge panoràmica dels cinemes; aquesta tècnica s'anomena "open matte". El mètode no deixa de ser força semblant al del pan and scan, però almenys li dona al creador la llibertat de "reduir el zoom" o "descomprimir" la imatge per incloure, no només l'amplada total de la imatge de gran format, sinó un contingut visual addicional a la part superior i / o la part inferior de la pantalla, no inclosa a la versió panoràmica. Com a norma general (abans del naixement dels DVD), es realitzen efectes especials dins de la relació d'aspecte de la versió cinematogràfica, però no del fotograma complet; a més a més, l'àrea de la imatge ampliada pot incloure objectes aliens -com ara cables, pals de micròfons, vies de vapor de reacció, o cables telefònics a l'aire lliure-no destinats a ser inclosos en el marc. Aquest últim fet és molt similar als problemes amb què la sèrie Buffy the Vampire Slayer es va trobar a l'hora de ser remasteritzada.

## Reaccions
Alguns directors segueixen sense acceptar l'ús de la tècnica pan and scan perquè consideren que compromet la visió artística del director amb la qual es van crear les seves pel·lícules. Per exemple, Sydney Pollack va interposar una demanda contra la televisió danesa després d'una projecció de la seva pel·lícula Els tres dies del Còndor de 1975 en pan and scan l'any 1991 (la cort va dictaminar que el pan and scan realitzat per la televisió danesa era una "mutilació" de la pel·lícula i una violació del dret moral de Pollack, i que posseïa el dret legal com a artista de protegir la integritat del seu treball i, d'aquesta forma, mantenir la seva reputació; no obstant això, el tribunal va dictaminar a favor de l'acusat només pels detalls més tècnics). Steven Spielberg inicialment es va negar a distribuir una versió pan and scan d'A la recerca de l'arca perduda, però finalment va rendir-se (tot i que va aconseguir mantenir el format letterbox per les pel·lícules de The Color Purple i Always); Woody Allen es va negar a alliberar una còpia de Manhattan, de forma que l'única versió disponible en VHS i DVD era aquella ajustada pel letterbox.